# Quebrada Alvarado
Quebrada Alvarado es una aldea rural ubicada en la comuna de Olmué, dentro de la Provincia de Marga-Marga, en la Región de Valparaíso, está situada a unos 10,2 km de Olmué (Ciudad más cercana) y a 63,8 km de Valparaíso (Capital regional), es orillado por los esteros; Lo Castro, La Dormida, Las Palmas, Los Maquís, Pelumpen y De La Vida, además de ser conectado por las Ruta F-10-G. Según el Instituto Nacional de Estadísticas cuenta con 1.993 habitantes.

## Antecedentes
La localidad cuenta con una clínica rural, además de su propio cementerio y escuela denominados de la misma forma.

## Turismo
La aldea cuenta con muchos lugares de interés, esto por sus cabañas, o la cercanía con el Parque Nacional la Campana o La Cristalera.